# Petra Rivers
Petra Janina Rivers (ur. 11 grudnia 1952) –  australijska lekkoatletka, specjalistka rzutu oszczepem, trzykrotna medalistka igrzysk Wspólnoty Narodów, dwukrotna olimpijka.
Zdobyła złoty medal w rzucie oszczepem na igrzyskach Brytyjskiej Wspólnoty Narodów w 1970 w Edynburgu. Powtórzyła ten sukces na igrzyskach Brytyjskiej Wspólnoty Narodów w 1974 w Christchurch. Powtarzające się kontuzje zmusiły ją do wycofania się z wyczynowego uprawiania sportu w 1975.
Powróciła na rzutnię w 1979. Wystąpiła na igrzyskach olimpijskich w 1980 w Moskwie, ale odpadła w kwalifikacjach. Zdobyła srebrny medal na igrzyskach Wspólnoty Narodów w 1982 w Brisbane, przegrywając jedynie ze swą koleżanką z reprezentacji Australii Sue Howland, a wyprzedzając Fatimę Whitbread z Anglii. Zajęła 12. miejsce na igrzyskach olimpijskich w 1984 w Los Angeles i 11. miejsce na igrzyskach Wspólnoty Narodów w 1986 w Edynburgu.
Była mistrzynią Australii w rzucie oszczepem w 1969/1970, 1970/1971, 1973/1974, 1970/1981, 1981/1982, 1982/1983 i 1984/1985,  wicemistrzynią w 1972/1973, 1974/1975, 1979/1980 i 1986 oraz brązową medalistką w 1968/1969. 
Trzykrotnie  poprawiała rekord Australii w rzucie oszczepem (starego typu) od wyniku 61,77 m, uzyskanego 17 października 1970 w Melbourne (pierwszy rzut reprezentantki Australii powyżej 60 metrów) do 69,28 m uzyskanego 20 marca 1982 w Brisbane. Był to najlepszy wynik w jej karierze.